# Teofil Okunewski
Teofil Okunewski, także Teofil Okuniewski, ukr. Теофіль Окуневський (ur. 7 grudnia 1858 w Radowcach lub Jaworowie, zm. 19 lipca 1937 w Horodence) – ukraiński polityk, prawnik, współzałożyciel Ukraińskiej Partii Narodowo-Demokratycznej, poseł do Sejmu Krajowego Galicji (1899–1900 і 1913–1914) i do Reichsratu Przedlitawii (1897–1900 і 1907–1918). Działacz „Proswity”.

## Życiorys
Jego dziadek, ksiądz greckokatolicki Danyło Adam Okunewski (zm. 1848), był proboszczem we wsi Bełełuja. Ojciec Teofila też został księdzem greckokatolickim (m.in. we wsi Jaworów).
Po ukończeniu wydziału prawa na Uniwersytecie Wiedeńskim (1885) prowadził prywatną praktykę adwokacką w Horodence. Był m.in. obrońcą Myrosława Siczynskiego. Współzałożyciel Ukraińskiej Partii Radykalnej (1890) i Ukraińskiej Partii Narodowo-Demokratycznej (1899).
W marcu 1897 kandydował na posła na wyborach do Rady Państwa IX kadencji w Wiedniu z kurii wiejskiej w okręgu wyborczym Kołomyja–Śniatyn–Kossów oraz zwyciężył kandydata ruskiego (ukraińskiego) Jurka Sandulaka, otrzymawszy 300 głosów wyborców z 559.
W 1901 bez powodzenia kandydował na posła do Sejmu Krajowego Galicji we Lwowie VII kadencji z IV kurii (gmin wiejskich) w okręgu wyborczym Horodenka, gdy zwyciężył go dotychczasowy poseł Antoni Teodorowicz.
Po rezygnacji posła dr. Jana Walewskiego, członka Izby deputowanych austriackiej Rada Państwa (Reichsratu) 21 sierpnia 1905 odbyło się zgromadzenie mężów zaufania ruskiej (ukraińskiej) organizacji narodowej powiatu stanisławowskiego, w wyniku którego uchwalono zaproponować przedstawicielom innych powiatów wchodzących w skład okręgu wyborczego z kurii powszechnej Nr 13 Stanisławów–Buczacz–Rohatyn–Tłumacz–Podhajce jako kandydata na posła dr. Teofila Okunewskiego. Ruska organizacja narodowa powiatu stanisławowskiego zwołała na 29 augusta 1905 naradę mężów zaufania wszystkich wchodzących w skład okręgu wyborczego Stanisławów–Buczacz–Rohatyn–Tłumacz–Podhajce, podczas której znaczną większością głosów wbrew przedstawicielom duchowieństwa i inteligencji uchwalono kandydaturę Wiaczesława Budzynowskiego, redaktora radykalnego ludowego pisma „Swoboda”. Jednak ostateczną decyzję w tej sprawie powziął ruski Narodny komitet, który wyznaczył kandydatem T. Okunewskiego.
23–26 października 1905 odbyły się prawybory z III i IV sekcji miasta Stanisławowa. Jesienią 1905 (głosowanie odbyło się 31 października) Hieronim Wierzchowski (radca sądowy, naczelnik sądu powiatowego w Haliczu) zwyciężył Teofila Okunewskiego, wyznaczonego kandydatem przez ruski szerszy komitet narodowy z V kurii, gdy został wybrany posłem do Rady Państwa w Wiedniu z kurii powszechnej w okręgu wyborczym Nr 13 Stanisławów–Tłumacz–Buczacz–Rohatyn–Podhajce. Dziennikarz czasopisma „Kurjer Stanisławowski” zarzucił Okunewskiemu nienawiść ku Polakom.
W czasie istnienia Zachodnioukraińskiej Republiki Ludowej komisarz powiatu horodeńskiego i członek prezydium Ukraińskiej Rady Narodowej. W II Rzeczypospolitej adwokat.